# Patacón

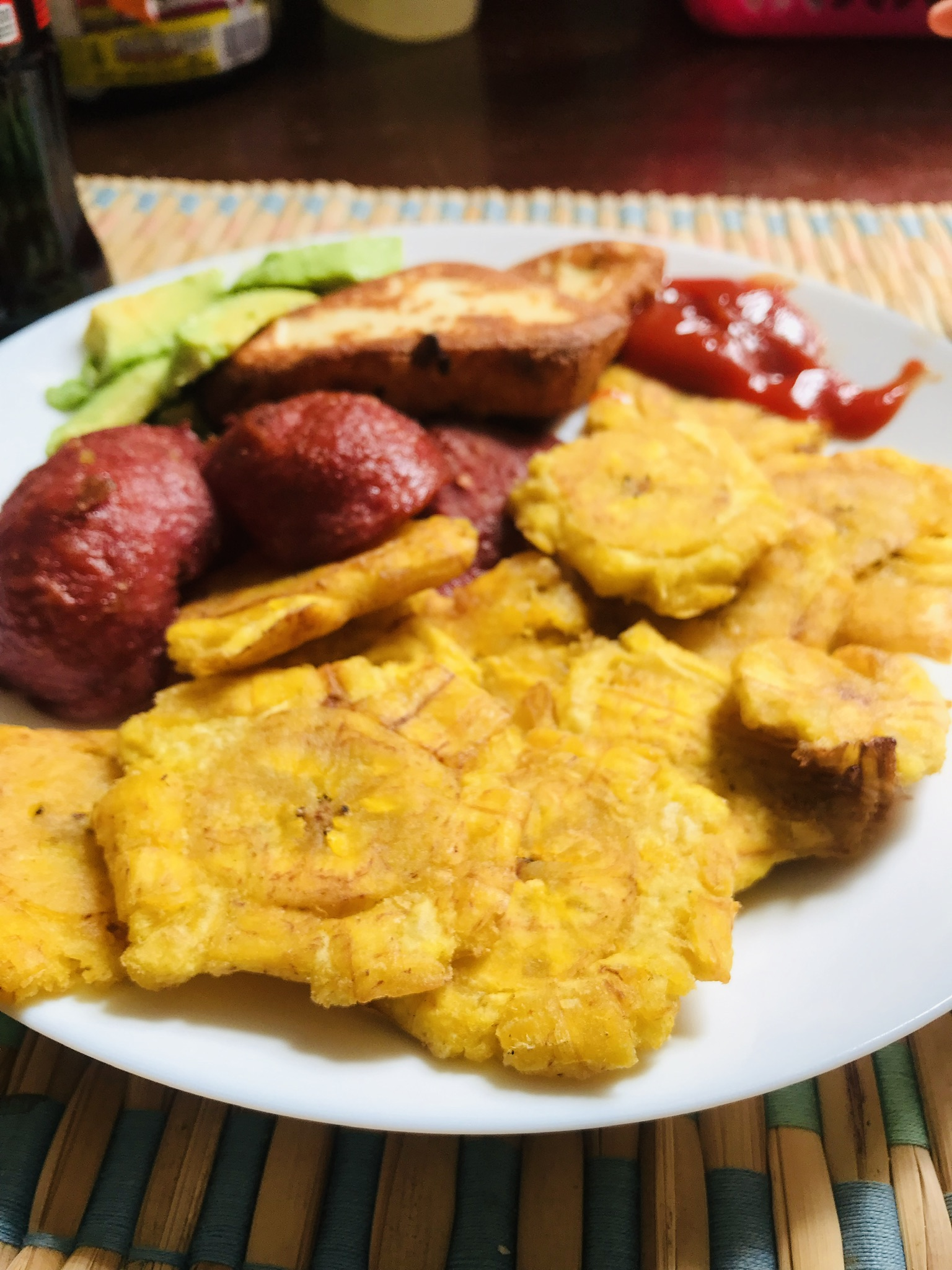
Patacones con salame e formaggio

Il patacón (plurale patacones; nome utilizzato in Costa Rica, Ecuador, Panama, Perù, Venezuela), anche conosciuto come tostón (plurale tostones; Cuba, Giamaica, Guatemala, Porto Rico, Repubblica Dominicana, Nicaragua), tachinos o chatinos (Cuba), plátano frito(Repubblica Dominicana) o verde frito (Repubblica Dominicana & Ecuador), tajadas (Honduras), bananes pesées (Haiti) o patacón pisao (Colombia), è un piatto tipico di diversi paesi dell'America Latina, a base di pezzi di platano verde, appiattiti e fritti.

## Diffusione
Prevalentemente diffuso in Colombia, Panama, Ecuador, Costa Rica e Venezuela (nello stato di Zulia), diverse variazioni sono presenti nella maggior parte dei paesi latinoamericani. Può essere preparato anche con il frutto dell'albero del pane.
Nei ristoranti della regione amazzonica del Perù si è diffuso negli ultimi anni, ma non è un piatto tradizionale.

## Etimologia
La parola patacón ha origine dalla somiglianza con il Patacón, moneta coloniale dallo stesso nome.
La parola tostón deriva la sua origine al verbo spagnolo tostar (tostare).

### Denominazioni Regionali
- Bolivia: Chipilo, postre verde tostado.
- Colombia: Patacón, tostada de plátano (Cali).
- Costa Rica: Patacón.
- Cuba: Tostón, tachino, chatino.
- Ecuador: Patacón.
- Guatemala: Tostón o patacón.
- Honduras: Patacón, tostón, tajada (ojo: no confundir con las tajadas de plátano maduro).
- Nicaragua:Tostón.
- Panamá: Patacón.
- Perú (Región Amazónica del norte): Patacón.[10]
- Porto Rico: Tostón.
- Repubblica Dominicana:Tostón, frito verde.
- Venezuela: Tostón, patacón (estado Zulia).[11]

## Varietà

### Colombia
Nella regione caraibica della Colombia, i patacones vengono abbinati a pietanze a base di pesce fritto o carne in diverse preparazioni. È solito accompagnarli con delle uova strapazzate, queso costeño, carne o fegato in bistecca , salsa guiso, suero atollabuey, pesce fritto, insaccati o semplicemente con del sale. Una colazione tipica di questa regione è composta da patacón accompagnati da formaggio costeño e caffellatte, ma è anche diffusa la zuppa di patacón arricchita con carno, formaggi, verdure e svariati tipi di salse. Sulla costa colombiana si preparano anche utilizzando il guineo verde. Essendo un platano più piccolo, generalmente non si taglia a fette ma viene fritto intero, poi schiacciato e successivamente fritto una seconda volta. 
Nel dipartimento di Antioquia, i patacon possono far parte della bandeja paisa o della zuppa di riso (sopa de arroz). Si mangiano anche insieme a fríjoles, salsa guacamole o burro.
Nel Dipartimento di Valle del Cauca si conoscono come tostadas de plátano, mentre il termine patacónes indica i frutti del platano verde.